# Руакана (город)
Руакана (англ. Ruacana) — город, расположенный на территории одноименного региона области Омусати Намибии. Он находится рядом с рекой Кунене у границы между Намибией и Анголой.
Население — 10 722 человек (на 2012 год).
В 2005 году селение получило статус села, в 2010 году — города.
Город развивался из-за близости к подземной ГЭС, связанной с дамбой на реке Кунене у ангольского села Calueque. В 1988 году дамба и насосные станции были взорваны в результате удара кубинской авиации во время гражданской войны в Анголе. Объект был частично отремонтирован, и сейчас намибийская национальная коммунальная компания NamPower управляет тремя турбинами мощностью 240 МВт. В 1988 году поселок состоял всего из 17 дворов, из них 14 принадлежали войскам ЮАР, а остальные 3 были для семей South-West African Water and Power.
Среднегодовое количество осадков 426 мм. Но сезон дождей 2010/2011 принёс 960 мм осадков.
Поблизости к городу расположена ферма Etunda площадью 600 га, где в 1993 году была создана ирригационная система. Половина фермы служит для коммерческого орошения земель, а другая — распределена между 82 мелкими фермерами. Etunda занимается культивацией пшеницы, кукурузы, арбузов, бананов и прочих культур.

## Политика
По результатам партийных выборов в 2010 году установлены следующие результаты:
| Партия                                           | Кол-во голосов | Кол-во голосов (%) |
| ------------------------------------------------ | -------------- | ------------------ |
| Организация народов Юго-Западной Африки          | 639            | 86,35 %            |
| Национальная общественная демократическая партия | 093            | 12,57 %            |
| Партия демократии и прогресса                    | 0              | 00,00 %            |
| Демократический альянс Намибии                   | 0              | 00,00 %            |
| недействительно                                  | 08             | 01,08 %            |
| В целом                                          | 740            | 100 %              |